# Berinjek
Berinjek je naselje v Občini Litija. Ustanovljeno je bilo leta 1995 iz dela ozemlja naselja Suhadole. Leta 2015 je imelo 11 prebivalcev.